# Cyrus Engerer
Cyrus Engerer, né le 28 septembre 1981 à Pietà, est un homme politique et député européen maltais.